# ديف نوبل
ديف نوبل (بالإنجليزية: Dave Noble)‏ هو لاعب كرة قدم أمريكية أمريكي، ولد في 29 يوليو 1900 في أوماها في الولايات المتحدة، وتوفي في 24 يناير 1983.